# Isak Saba
Isak Mikal Saba (15. november 1875 i Nesseby – 1. juni 1921) var en samisk lærer og politiker. Den 11. oktober 1906 blev han den første same, som blev valgt ind i det norske Storting, og han sad som Finnmarks-repræsentant for Arbeiderpartiet fra 1907 til 1912.
Isak Saba skrev i 1906 teksten til Sámi soga lávlla (sameslægtens sang), som ved Samekonferencen i 1986 blev udnævnt til samernes nationalsang.
Isak Sabas fødselsdag, 15. november, er en officiel samisk flagdag.

## Ekstern henvisning
- Isak Saba Guovddáš Arkiveret 10. marts 2007 hos  Wayback Machine